# Тимофеев, Фёдор Иванович
Фёдор Иванович Тимофеев (1923—1981) — бортмеханик самолёта «Ту-104», Герой Социалистического Труда (1973).

## Биография
Фёдор Тимофеев родился 15 августа 1923 года в деревне Николаевка Томской губернии (ныне — Боготольский район Красноярского края). В 1940 году он окончил семь классов средней школы, после чего учился на курсах киномехаников. В 1942 году окончил аэроклуб. В июне того же года Тимофеев был призван на службу в Рабоче-крестьянскую Красную Армию. Окончил Иркутскую военную авиационную школу механиков, после чего служил в Омской и Сталинградской военных авиационных школах. В феврале 1948 года Тимофеев был уволен в запас.
После увольнения из рядов Советской Армии Тимофеев стал работать в Гражданском воздушном флоте, был авиатехником Западно-Сибирского территориального управления ГВФ, затем бортмехаником, секретарём парторганизации 1-го учебно-тренировочного отряда ГВФ.
Указом Президиума Верховного Совета СССР от 9 февраля 1973 года за «выдающиеся достижения в выполнении плановых заданий по авиаперевозкам, применению авиации в народном хозяйстве страны и освоение новой авиационной техники» Фёдор Тимофеев был удостоен высокого звания Героя Социалистического Труда с вручением ордена Ленина и медали «Серп и Молот».
Проживал в Новосибирске. Умер 28 декабря 1981 года, похоронен на Заельцовском кладбище Новосибирска.
Был также награждён орденом «Знак Почёта» и рядом медалей.